# Hans Glagau

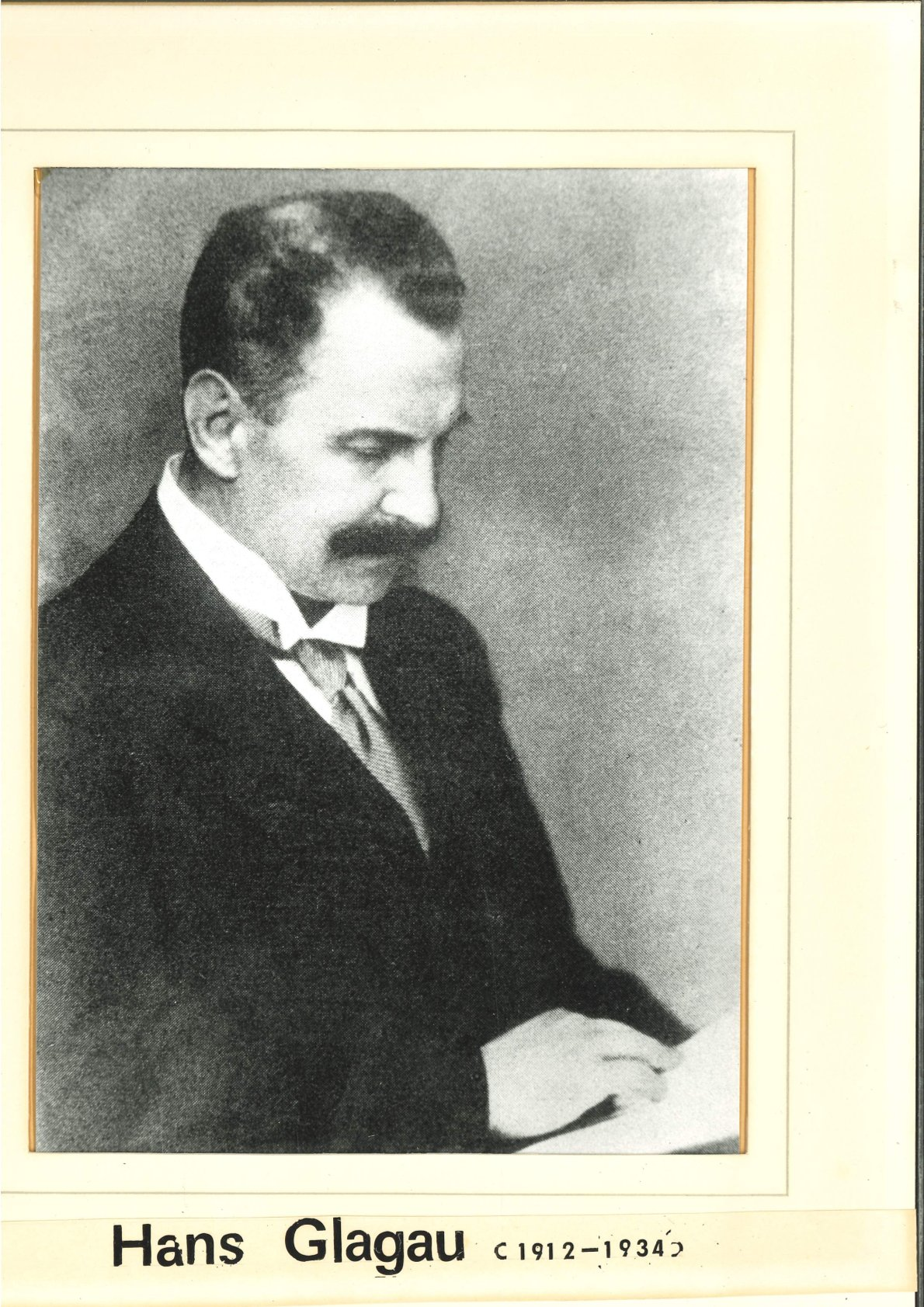
Hans Glagau

Hans Glagau (* 3. Februar 1871 in Berlin; † 7. Dezember 1934 ebenda) war ein deutscher Historiker und Hochschullehrer.

## Leben
Glagau besuchte das Luisenstädtische Gymnasium in Berlin und machte dort 1890 Abitur. Das Studium der Fächer Geschichte, Philosophie und Germanistik an der Friedrich-Wilhelms-Universität Berlin schloss er 1896 mit seiner Promotion zum Dr. phil. ab. Von 1897 bis 1898 folgte ein Studium der Volkswirtschaft an der Philipps-Universität Marburg. Seit 1897 war er als ständiger Mitarbeiter der Historischen Kommission für Hessen und Waldeck tätig. 1899 erfolgte die Habilitation und die Verleihung der Venia legendi im Fach Neuere Geschichte an der Universität Marburg. Nach einem Privatdozenten-Stipendium folgte 1904 die Ernennung zum außerordentlichen Professor an der Universität Marburg. 1912 wurde Glagau zum ordentlichen Professor für Geschichte an der Universität Greifswald berufen.

## Schriften
- Die französische Legislative und der Ursprung der Revolutionskriege 1791–1792. (= Historische Studien, 1) (Teilweise zugleich: phil. Diss., Universität Berlin). Ebering, Berlin 1896 (Digitalisat).
- Anna von Hessen, die Mutter Philipps des Großmütigen. (1485 - 1525); eine Vorkämpferin landesherrlicher Macht. Elwert, Marburg 1899, urn:nbn:de:hebis:66:fuldig-1795128. (zugleich: Habil.-Schrift, Universität Marburg)
- (Hrsg.): Hessische Landtagsakten. Bd. 1: 1508–1521 (= Veröffentlichungen der Historischen Kommission für Hessen und Waldeck, 2), Elwert, Marburg 1901.
- Die moderne Selbstbiographie als historische Quelle. Eine Untersuchung, Elwert, Marburg 1903.
- Reformversuche und Sturz des Absolutismus in Frankreich (1774–1788), Oldenbourg, München/Berlin 1908.